# Myrcia guianensis
Myrcia guianensis  es una especie de planta fanerógama en la familia Myrtaceae. Es originaria de América del Sur. 

## Descripción
Son arbustos o árboles pequeños que alcanzan un tamaño de hasta 10 m de altura; con tricomas rojizos a pardo-amarillentos. Las láminas foliares de 3.5-11.5 × 2-4.7 cm, obovadas, elípticas, u ovadas, generalmente coriáceas, pardo oscuro o verde olivo al secarse; haz y envés pubérulos a glabros; glándulas convexas en ambas superficies; base obtusa a cuneada; ápice obtuso a cortamente acuminado, frecuentemente retuso; pecíolos 2-9 mm, casi teretes, negros, glabros a pubérulos. Inflorescencias en panículas de hasta 9 cm, axilares o subterminales; ramas opuestas, glabras a ligeramente pelosas; brácteas caducas antes o durante la antesis; bractéolas 1-2 mm, lineares, tempranamente caducas. Flores 5-meras; botones 2-3.5 mm, glabros, sésiles a pedicelados; lobos del cáliz c. 1 mm, anchamente ovados a suborbiculares, obtusos; pétalos c. 3 mm, glabros; disco c. 2 mm, glabro; estambres 4-7 mm; estilo 4-7 mm, glabro. Los frutos de 0.5-1.5 cm, globosos, glabros, glandulares; semillas 4-8 mm.

## Distribución y hábitat
Se encuentra en los bosques húmedos, a una altitud de 300-400(-1100) netros en Mesoamérica, Colombia, Venezuela, Guyana, Surinam, Ecuador, Perú, Bolivia, Brasil, Puerto Rico y Trinidad y Tobago. 

## Taxonomía
Myrcia guianensis fue descrita por (Aubl.) DC. y publicado en Prodromus Systematis Naturalis Regni Vegetabilis 3: 245. 1828.
Sinonimia
| - Aguava guianensis (Aubl.) Raf. - Aulomyrcia alternifolia (Miq.) O.Berg - Aulomyrcia androsaemoides O.Berg - Aulomyrcia botrys O.Berg - Aulomyrcia buxifolia O.Berg - Aulomyrcia buxizans O.Berg - Aulomyrcia campestris (DC.) O.Berg - Aulomyrcia cassinioides (DC.) O.Berg - Aulomyrcia conduplicata O.Berg - Aulomyrcia crassicaulis (Cambess.) O.Berg - Aulomyrcia cuneata O.Berg - Aulomyrcia daphnoides (DC.) O.Berg - Aulomyrcia decrescens O.Berg - Aulomyrcia dichroma O.Berg - Aulomyrcia dictyophylla O.Berg - Aulomyrcia elaeodendra (DC.) O.Berg - Aulomyrcia emarginata O.Berg - Aulomyrcia exsucca (DC.) O.Berg - Aulomyrcia fragilis O.Berg - Aulomyrcia gardneriana O.Berg - Aulomyrcia glandulosa O.Berg - Aulomyrcia hepatica O.Berg - Aulomyrcia intermedia O.Berg - Aulomyrcia jequitinhonhensis O.Berg - Aulomyrcia lauriflora (DC.) O.Berg - Aulomyrcia lingua O.Berg - Aulomyrcia maritima O.Berg - Aulomyrcia martiana O.Berg - Aulomyrcia microcarpa (Cambess.) O.Berg - Aulomyrcia myrtillifolia (DC.) O.Berg - Aulomyrcia obscura O.Berg - Aulomyrcia obtecta O.Berg - Aulomyrcia obtusa (Schauer) O.Berg - Aulomyrcia pallens (DC.) O.Berg - Aulomyrcia pallida O.Berg - Aulomyrcia poeppigiana O.Berg - Aulomyrcia pruinosa O.Berg - Aulomyrcia retusa O.Berg - Aulomyrcia roraimae (Oliv.) - Aulomyrcia roraimensis O.Berg - Aulomyrcia rorida O.Berg - Aulomyrcia schomburgkiana O.Berg - Aulomyrcia schrankiana (DC.) O.Berg - Aulomyrcia scrobiculata O.Berg - Aulomyrcia suaveolens (Cambess.) O.Berg - Aulomyrcia surinamensis (Miq.) O.Berg - Aulomyrcia torta (DC.) O.Berg - Aulomyrcia uaupensis O.Berg - Aulomyrcia vacciniifolia O.Berg - Aulomyrcia velhensis O.Berg - Calyptromyrcia elegans (DC.) O.Berg - Calyptromyrcia spixiana (DC.) O.Berg - Eugenia guianensis Aubl. - Myrcia adpressepilosa Kiaersk. - Myrcia alternifolia Miq. - Myrcia andromedoides var. parvifolia Krug & Urb. - Myrcia androsaemoides (O.Berg) Krug & Urb. - Myrcia arimensis Britton | - Myrcia botrys (O.Berg) N.Silveira - Myrcia campestris DC. - Myrcia cassinioides DC. - Myrcia collina S.Moore - Myrcia crassicaulis Cambess. - Myrcia cuneata (O.Berg) Nied. - Myrcia cymosopaniculata Kiaersk. - Myrcia daphnoides DC. - Myrcia decrescens (O.Berg) Mattos - Myrcia diaphanosticta Kiaersk. - Myrcia dictyophylla (O.Berg) Mattos & D.Legrand - Myrcia elaeodendra DC. - Myrcia elegans DC. - Myrcia emarginata (O.Berg) Nied. - Myrcia exsucca DC. - Myrcia fastigiata Kiaersk. - Myrcia glandulosa (O.Berg) Kiaersk. - Myrcia hepatica (O.Berg) Kiaersk. - Myrcia hiemalis Cambess. - Myrcia incisa D.Legrand - Myrcia intermedia (O.Berg) Kiaersk. - Myrcia lauriflora DC. - Myrcia lingua (O.Berg) Mattos - Myrcia microcarpa Cambess. - Myrcia myrtillifolia DC. - Myrcia myrtillifolia sensu McVaugh non DC. - Myrcia obcordata Mattos - Myrcia obscura (O.Berg) N.Silveira - Myrcia obtecta (O.Berg) Kiaersk. - Myrcia obtusa Schauer - Myrcia pallens DC. - Myrcia pallida (O.Berg) N.Silveira - Myrcia poeppigiana (O.Berg) Mattos - Myrcia poeppigiana (O. Berg) Hieron. - Myrcia queimadensis Mattos - Myrcia renatoana Mattos - Myrcia retusa (O.Berg) Nied. - Myrcia rhabdoides Kiaersk. - Myrcia roraimae Oliv. - Myrcia rorida (O.Berg) Kiaersk. - Myrcia schrankiana DC. - Myrcia scrobiculata (O.Berg) O.Berg - Myrcia spixiana DC. - Myrcia stemmeriana D.Legrand - Myrcia suaveolens Cambess. - Myrcia surinamensis Miq. - Myrcia taubatensis Kiaersk. - Myrcia terebinthacea Poepp. ex O.Berg - Myrcia torta DC. - Myrcia vacciniifolia (O.Berg) Nied. - Myrcia velhensis (O.Berg) N.Silveira - Myrcia yungasensis Rusby - Myrcianthes elegans (DC.) Mattos - Myrcianthes spixiana (DC.) Mattos - Myrcianthes terminalis Mattos & D.Legrand - Myrtus exsucca Mart. ex DC. - Myrtus guianensis (Aubl.) Ham. - Myrtus pyrifolia J.-STe. Hil. in Dunham. |